# Thomas Ulrich
Thomas Ulrich (ur. 11 lipca 1975 w Berlinie) – niemiecki bokser.
Walczy w kategorii półciężkiej. Jako amator był brązowym medalistą Mistrzostw Świata w 1995 oraz olimpiady w Atlancie 1996.

## Kariera zawodowa
Zawodowo boksuje od 1997.  W 1998 zdobył tytuł zawodowego mistrza Niemiec, a w 2000 mistrza interkontynentalnego organizacji WBO. Stracił ten tytuł, przegrywając w 2001 z Glenem Johnsonem przez nokaut w 6. rundzie. W  lutym 2004 został mistrzem interkontynentalnym WBC. Nie bronił tego tytułu.
Był dwukrotnie mistrzem Europy EBU: w 2002 i 2004, za każdym razem rezygnując z tytułu.
16 października 2005 przegrał walkę o tytuł mistrza świata organizacji WBC z Tomaszem Adamkiem przez nokaut w 6. rundzie.
Ulrich stoczył dotychczas 38 walk zawodowych, z których wygrał 32.